# Ischnopteris festiva
Ischnopteris festiva är en fjärilsart som beskrevs av W. Warren 1904. Ischnopteris festiva ingår i släktet Ischnopteris och familjen mätare. Inga underarter finns listade i Catalogue of Life.